# Nedoceratops
Nedoceratops là một chi khủng long, được Ukrainsky mô tả khoa học năm 2007.